# フォス・ド・イグアスFC
フォス・ド・イグアス・フチボウ・クルーベ（ポルトガル語: Foz do Iguaçu Futebol Clube）は、ブラジル・パラナ州フォス・ド・イグアスを本拠地とするサッカークラブ。

## 概要
1996年設立。チームカラーは青と白。女子チームも保有している。

## 歴史
1996年2月9日設立。2010年に女子チームがコパ・ド・ブラジル・ジ・フチボウ・フェミニーノで準優勝した。

## 本拠地
本拠地はエスタジオ・ド・ABC。収容人数は7000人。

## 歴代所属選手
- オズマール 2012　ホアンアイン・ザライFC所属
- テレ 2012
- ジュニオール 2015
- ヘナン 2017